# Challenge des champions 1966
Navigation
Lorient 1965 Saint-Étienne 1967
Le Challenge des champions 1966 est la dixième édition du Challenge des champions, épreuve qui oppose le champion de France au champion de France de deuxième division lors de cette édition. Disputée le 13 juin 1966 au Stade Marcel-Saupin à Nantes en France devant 16 000 spectateurs, la rencontre est remportée par le Stade de Reims contre le FC Nantes sur le score de 2-0, 2-0 à la mi-temps. L'arbitre de la rencontre est M. Jacques Lamour.

## Participants
La rencontre oppose le Stade de Reims au FC Nantes. Les Nantais se qualifient au titre de leur victoire en Championnat de France de football 1965-1966 et les Rémois se qualifient pour le Challenge des champions grâce à leur victoire en Championnat de France de football D2 1965-1966. 

## Rencontre
Jean-Paul Gaidoz ouvre le score 1-0 pour Reims à la 30e minute de jeu. Aimé Gori inscrit un second but à la 33e minute et permet à son club de remporter l'épreuve.

## Feuille de match
| 13 juin 1966 | FC Nantes | 0 - 2   | Stade de Reims        | Stade Marcel-Saupin, Nantes                     |                                                 |
|              |           | (0 - 2) | 30e Gaidoz · 33e Gori | Spectateurs : 16 000 Arbitrage : Jacques Lamour | Spectateurs : 16 000 Arbitrage : Jacques Lamour |

| Nantes | Reims |

|               | Gardien de but | André Castel         |  | 46e |
|               | D              | Jean-Pierre Mourier  |  |     |
|               | D              | Claude Robin         |  |     |
|               | D              | Robert Budzynski     |  |     |
|               | D              | Gabriel De Michèle   |  |     |
|               | M              | Jean-Claude Suaudeau |  |     |
|               | M              | Henri Michel         |  |     |
|               | A              | Bassidiki Touré      |  |     |
|               | A              | Philippe Gondet      |  | 46e |
|               | A              | Jacky Simon          |  |     |
|               | A              | Francis Magny        |  | 46e |
| Remplaçants : |                |                      |  |     |
|               | Gardien de but | Jean-Michel Fouché   |  | 46e |
|               | A              | Roger Marchi         |  | 46e |
|               | A              | Joël Prou            |  | 46e |
| Entraineur :  |                |                      |  |     |
|               | José Arribas   |                      |  |     |

|               | Gardien de but | Jean-Claude D'Arménia |  |     |
|               | D              | Georges Bout          |  |     |
|               | D              | Bernard Hiegel        |  |     |
|               | D              | Jean-Philippe Lemenan |  |     |
|               | D              | René Masclaux         |  |     |
|               | M              | Michel Bojko          |  | 46e |
|               | M              | Aimé Gori             |  |     |
|               | A              | Alain Richard         |  |     |
|               | A              | Raymond Kopa          |  |     |
|               | A              | Louis Bourgeois       |  |     |
|               | A              | Jean-Paul Gaidoz      |  |     |
| Remplaçants : |                |                       |  |     |
|               | M              | Louis Gilles          |  | 46e |
| Entraineur :  |                |                       |  |     |
|               | Robert Jonquet |                       |  |     |